# Victor Sjöström
Victor Sjöström (czasem jako Victor Seastrom, w okresie pracy w USA; ur. 20 września 1879 w Silbodal, obecnie w gminie Årjäng w Värmlands län, zm. 3 stycznia 1960 w Sztokholmie) – szwedzki reżyser, scenarzysta, producent, aktor filmowy i teatralny. Jest zaliczany do najważniejszych twórców kina niemego.
Wraz z Mauritzem Stillerem, z którym pracował dla producenta Charlesa Magnussona i jego wytwórni Svensk Filmindustri, jest twórcą tzw. szkoły szwedzkiej w kinie niemym. Do kina trafił z teatru, w którym również odnosił sukcesy. Jego filmy zaliczane są do największych dzieł w historii kinematografii szwedzkiej. Pracował także w Hollywood. Na kilka lat przed śmiercią wystąpił w słynnym filmie Ingmara Bergmana Tam, gdzie rosną poziomki w głównej roli profesora Borga.

## Wybrana filmografia
- 1918: Banici
- 1921: Furman śmierci